# Oceanapia penicilliformis
Oceanapia penicilliformis är en svampdjursart som först beskrevs av van Soest och Sass 1981.  Oceanapia penicilliformis ingår i släktet Oceanapia och familjen Phloeodictyidae.
Artens utbredningsområde är Bahamas. Inga underarter finns listade i Catalogue of Life.